# Codificació neuronal
La codificació neuronal (o representació neuronal) és un camp de la neurociència que s'ocupa de caracteritzar la relació hipotètica entre l'estímul i les respostes neuronals individuals o conjuntes i la relació entre l'activitat elèctrica de les neurones del conjunt. Basant-se en la teoria que la informació sensorial i altra informació està representada al cervell per xarxes de neurones, es creu que les neurones poden codificar informació tant digital com analògica.

## Visió general
Les neurones són notables entre les cèl·lules del cos per la seva capacitat de propagar senyals ràpidament a grans distàncies. Ho fan generant polsos elèctrics característics anomenats potencials d'acció: pics de tensió que poden viatjar pels axons. Les neurones sensorials canvien les seves activitats disparant seqüències de potencials d'acció en diversos patrons temporals, amb la presència d'estímuls sensorials externs, com la llum, el so, el gust, l'olfacte i el tacte. Se sap que la informació sobre l'estímul es codifica en aquest patró de potencials d'acció i es transmet al cervell i al seu voltant, però aquest no és l'únic mètode. Les neurones especialitzades, com les de la retina, poden comunicar més informació mitjançant potencials graduats. Això difereix dels potencials d'acció perquè la informació sobre la força d'un estímul es correlaciona directament amb la força de la sortida de les neurones. El senyal decau molt més ràpidament per als potencials graduats, la qual cosa requereix distàncies curtes entre neurones i una alta densitat neuronal. L'avantatge dels potencials graduats són les taxes d'informació més altes capaços de codificar més estats (és a dir, una major fidelitat) que les neurones d'espiga.
Tot i que els potencials d'acció poden variar una mica en durada, amplitud i forma, normalment es tracten com a esdeveniments estereotipats idèntics en estudis de codificació neuronal. Si s'ignora la breu durada d'un potencial d'acció (aproximadament 1 ms), una seqüència de potencial d'acció, o tren d'espiga, es pot caracteritzar simplement per una sèrie d'esdeveniments puntuals de tot o cap en el temps. Les longituds dels intervals entre puntes (ISI) entre dos puntes successives en un tren de puntes sovint varien, aparentment aleatòriament. L'estudi de la codificació neuronal implica mesurar i caracteritzar com els atributs de l'estímul, com la intensitat de la llum o el so, o les accions motrius, com la direcció del moviment d'un braç, es representen mitjançant potencials d'acció o pics neuronals. Per tal de descriure i analitzar el tret neuronal, s'han aplicat àmpliament mètodes estadístics i mètodes de teoria de probabilitats i processos puntuals estocàstics.

Amb el desenvolupament de tecnologies d'enregistrament i descodificació neuronal a gran escala, els investigadors han començat a descifrar el codi neuronal i ja han proporcionat la primera visió del codi neuronal en temps real a mesura que es forma i es recorda la memòria a l'hipocamp, una regió del cervell coneguda per ser fonamental per a la formació de la memòria. Els neurocientífics han iniciat diversos projectes de descodificació cerebral a gran escala.

## Codificació i descodificació
El vincle entre estímul i resposta es pot estudiar des de dos punts de vista oposats. La codificació neuronal fa referència al mapa des de l'estímul fins a la resposta. L'objectiu principal és entendre com les neurones responen a una gran varietat d'estímuls i construir models que intentin predir respostes a altres estímuls. La descodificació neuronal fa referència al mapa invers, de la resposta a l'estímul, i el repte és reconstruir un estímul, o determinats aspectes d'aquest estímul, a partir de les seqüències d'espiga que evoca.

### Esquemes de codificació hipotetitzats
Una seqüència, o "tren", de pics pot contenir informació basada en diferents esquemes de codificació. En algunes neurones, la força amb què respon un soci postsinàptic pot dependre únicament de la "taxa de tret", el nombre mitjà de pics per unitat de temps (un "codi de velocitat"). A l'altre extrem, un complex "codi temporal" es basa en el temps precís de pics individuals. Poden estar bloquejats a un estímul extern com en el sistema visual i auditiu o generats intrínsecament pels circuits neuronals.
Si les neurones utilitzen codificació de velocitat o codificació temporal és un tema d'intens debat dins de la comunitat de neurociència, tot i que no hi ha una definició clara del que signifiquen aquests termes.

### Codificació de taxes
El model de codificació de velocitat de comunicació de trets neuronals estableix que a mesura que augmenta la intensitat d'un estímul, augmenta la freqüència o la velocitat dels potencials d'acció, o "spike fire". La codificació de velocitat de vegades s'anomena codificació de freqüència.

### Codificació temporal
Quan es descobreix que el temps de punt precís o les fluctuacions de la velocitat de tret d'alta freqüència porten informació, el codi neuronal sovint s'identifica com un codi temporal. Diversos estudis han descobert que la resolució temporal del codi neuronal es troba en una escala de temps de mil·lisegons, cosa que indica que el temps precís de l'espiga és un element important en la codificació neuronal. Aquests codis, que es comuniquen mitjançant el temps entre pics, també s'anomenen codis d'interval entre polsos i han estat recolzats per estudis recents.

### Codificació de la població
La codificació de població és un mètode per representar estímuls mitjançant l'ús de les activitats conjuntes d'una sèrie de neurones. En la codificació de la població, cada neurona té una distribució de respostes sobre un conjunt d'entrades, i les respostes de moltes neurones es poden combinar per determinar algun valor sobre les entrades. Des del punt de vista teòric, la codificació de població és un dels pocs problemes matemàticament ben formulats en neurociència. Comprèn les característiques essencials de la codificació neuronal i, tanmateix, és prou senzill per a l'anàlisi teòrica. Estudis experimentals han revelat que aquest paradigma de codificació s'utilitza àmpliament a les àrees sensorials i motrius del cervell.

### Codificació escassa
El codi escàs és quan cada element està codificat per la forta activació d'un conjunt relativament petit de neurones. Per a cada element que s'ha de codificar, aquest és un subconjunt diferent de totes les neurones disponibles. A diferència de la codificació escassa de sensors, la codificació densa de sensors implica que es coneix tota la informació de les possibles ubicacions dels sensors.

### Ultramicrocodificació sense pics (per a intel·ligència avançada)
Siguin quins siguin els mèrits i la ubiqüitat de la senyalització del potencial d'acció/sinàptic ("Spike") i la seva codificació, sembla incapaç d'oferir cap explicació plausible de la intel·ligència superior com el pensament abstracte humà. Per tant, una recerca d'una alternativa capaç de tenir un rendiment digital fiable, però l'únic candidat plausible semblava ser l'ús d'ARN "de recanvi" (no implicat en la codificació de proteïnes, per tant, "ARNnc"). . Aquest ARNnc oferiria la codificació estàtica "escrita". Aquests llocs ultramicro no es podrien intercomunicar de manera rutinària mitjançant potencials d'acció, però gairebé segur que haurien d'utilitzar longituds d'ona òptiques o infrarojes properes. Aquestes longituds d'ona encaixarien convenientment amb els diàmetres de les fibres nervioses mielinitzades, aquí vistes com a cables coaxials, oferint així un segon sistema de senyalització ràpid (amb propietats significativament diferents) que funciona simultàniament amb el sistema tradicional, en els mateixos axons sempre que sigui necessari.